# موراي والاس
موراي والاس (بالإنجليزية: Murray Wallace)‏ (10 يناير 1993 بغلاسكو في المملكة المتحدة - ) هو لاعب كرة قدم بريطاني في مركز الدفاع. شارك مع منتخب اسكتلندا تحت 20 سنة لكرة القدم ومنتخب اسكتلندا تحت 21 سنة لكرة القدم. أما مع النوادي، فقد لعب مع سكونثورب يونايتد ونادي فالكيرك وهدرسفيلد تاون.

## وصلات خارجية
- موراي والاس على موقع قاعدة بيانات كرة القدم.إي يو (الإنجليزية)
- موراي والاس على موقع Soccerbase.com (لاعب) (الإنجليزية)
- موراي والاس على موقع Soccerway.com (الإنجليزية)